# Tư lệnh Quân chủng Hải quân nhân dân Việt Nam
Tư lệnh Quân chủng Hải quân Nhân dân Việt Nam thường gọi tắt là Tư lệnh Hải quân là một chức vụ đứng đầu Quân chủng Hải quân, có chức trách tổ chức lực lượng, chỉ huy và điều hành các hoạt động quân sự thực hiện nhiệm vụ quản lý và kiểm soát chặt chẽ các vùng biển, hải đảo thuộc chủ quyền của Việt Nam trên Biển Đông; giữ gìn an ninh, chống lại mọi hành vi vi phạm chủ quyền, quyền chủ quyền, quyền tài phán và lợi ích quốc gia của Việt Nam trên biển; bảo vệ các hoạt động bình thường của Việt Nam trên các vùng biển đảo. Tùy từng tình hình có thể để 1 Thứ trưởng Bộ Quốc phòng kiêm chức ( ví dụ cựu tư lệnh Nguyễn Văn Hiến lên làm thứ trưởng năm 2009 nhưng vẫn kiêm nhiệm làm tư lệnh đến 2016). Ngoài ra, Tư lệnh Hải quân còn giữ nhiệm vụ tham mưu cho Quân ủy Trung ương và Bộ trưởng Quốc phòng về mặt quản lý nhà nước và chỉ huy quân đội nhằm đánh bại mọi cuộc tiến công xâm lược trên hướng biển.
Đảm nhận chức vụ Tư lệnh Quân chủng Hải quân Nhân dân Việt Nam thường là một sĩ quan cao cấp mang hàm từ Chuẩn Đô đốc đến Đô đốc. Căn cứ theo điều 25 được sửa đổi, bổ sung của Luật Sửa đổi, Bổ sung một số Điều của Luật Sĩ quan Quân đội nhân dân Việt Nam, số 72/2014/QH13 ngày 27 tháng 11 năm 2014 thì chức vụ Tư lệnh Quân chủng Hải quân Nhân dân Việt Nam do Thủ tướng Chính phủ bổ nhiệm.

## Chức năng và nhiệm vụ
Tư lệnh Hải quân là người đứng đầu Quân chủng Hải quân, chịu trách nhiệm trước Chủ tịch nước, Chính phủ, Thủ tướng Chính phủ về toàn bộ hoạt động của Quân chủng Hải quân và có trách nhiệm:
- Tổ chức thực hiện những công việc thuộc thẩm quyền quy định trong Hiến pháp
- Tổ chức thực hiện những công việc được Chủ tịch nước, Thủ tướng Chính phủ, Bộ trưởng Bộ Quốc phòng giao hoặc ủy quyền
- Tổ chức thực hiện chức năng, nhiệm vụ quản lý nhà nước theo quy định
- Tổ chức thực hiện Quy chế thực hiện dân chủ trong hoạt động của Quân chủng Hải quân
- Tổ chức thực hiện huấn luyện, diễn tập, xây dựng lực lượng hải quân
- Tham mưu cho Quân ủy Trung ương và Bộ trưởng Quốc phòng về mặt quản lý nhà nước và chỉ huy lực lượng hải quân

### Quyền hạn
- Nâng bậc lương và phiên quân hàm QNCN cấp Thiếu tá, Trung tá và CNVQP
- Điều động QNCN, CNVQP, HSQ-BS từ đơn vị này sang đơn vị khác thuộc Quân chủng
- Quyết định nội dung, thời gian, thành phần và chủ trì các cuộc họp quan trọng của Quân chủng Hải quân
- Thực hiện các nhiệm vụ khác theo quy định của pháp luật.

## Điều kiện để trở thành Tư lệnh Hải quân
- Là công dân Việt Nam
- Là Ủy viên Trung ương Đảng
- Ít nhất là 35 tuổi
- Ít nhất phải tốt nghiệp Đại học trở lên và có quân hàm Chuẩn Đô đốc
- Được Thủ tướng bổ nhiệm giữ chức Tư lệnh Hải quân

## Tư lệnh qua các thời kỳ
| STT | Hình        | Họ tên                       | Thời gian đảm nhiệm | Cấp bậc                                                   | Chức vụ cuối cùng                                     | Ghi chú |
| --- | ----------- | ---------------------------- | ------------------- | --------------------------------------------------------- | ----------------------------------------------------- | --- |
| 1   |             | Tạ Xuân Thu (1916 – 1971)    | 1964 – 1964         | Thiếu tướng (1961)                                        | Chính ủy Học viện Quân sự                             | Tư lệnh kiêm Chính ủy Quân chủng Hải quân                                                                                              |
| 2   |             | Nguyễn Bá Phát (1921 – 1993) | 1964 – 1974         | Đại tá (1964) Thiếu tướng (1974)                          |                                                       | |
| 2   | 1976 – 1977 | Nguyễn Bá Phát (1921 – 1993) | Thiếu tướng (1974)  | Thứ trưởng Bộ Thủy sản                                    | Anh hùng lực lượng vũ trang nhân dân (2010)           | |
| 3   |             | Đoàn Bá Khánh                | 1974 – 1975         | Đại tá (1973) Chuẩn đô đốc (1975)                         |                                                       | |
| 3   | 1981 – 1984 | Đoàn Bá Khánh                | Chuẩn đô đốc        |                                                           |                                                       | |
| 4   |             | Giáp Văn Cương (1921 – 1990) | 1977 – 1980         | Phó Đô đốc (1977)                                         |                                                       | - Anh hùng lực lượng vũ trang nhân dân (2010) - Phó Tổng tham mưu trưởng (1974 – 1977)                                                 |
| 4   | 1984 – 1990 | Giáp Văn Cương (1921 – 1990) | Đô đốc (1988)       |                                                           |                                                       | - Anh hùng lực lượng vũ trang nhân dân (2010) - Phó Tổng tham mưu trưởng (1974 – 1977)                                                 |
| 5   |             | Hoàng Hữu Thái               | 1990 – 1993         | Phó Đô đốc (1990)                                         |                                                       | |
| 6   |             | Mai Xuân Vĩnh (1931–)        | 1993 – 2000         | Phó Đô đốc (1994)                                         |                                                       | Anh hùng lực lượng vũ trang nhân dân (2017)                                                                                            |
| 7   |             | Đỗ Xuân Công (1943-2022)     | 2000 – 2004         | Chuẩn Đô đốc (1998) Phó Đô đốc (2002)                     | Phó Chủ tịch Hội Cựu chiến binh Thành phố Hồ Chí Minh | |
| 8   |             | Nguyễn Văn Hiến (1954-)      | 2004 – 2015         | Chuẩn Đô đốc (2000) Phó Đô đốc (2004) Đô đốc (2011)       | Thứ trưởng Bộ Quốc phòng (2011 – 2016)                | Đã bị khai trừ khỏi Đảng từ 5/2020; Bị tuyên phạt 4 năm tù Đã bị xóa tư cách Tư lệnh Hải Quân , xóa tư cách Thứ trưởng Bộ Quốc phòng . |
| 9   |             | Phạm Hoài Nam (1967–)        | 2015 – 2020         | Chuẩn Đô đốc (2014) Phó Đô đốc (2018) Thượng tướng (2021) | Thứ trưởng Bộ Quốc phòng (2020 – nay)                 | |
| 10  |             | Trần Thanh Nghiêm (1970- )   | 2020 – nay          | Chuẩn Đô đốc (2019) Phó Đô đốc (2023)                     |                                                       | |